# بووشتت
بووشتت (به آلمانی: Boostedt) یک شهر در آلمان است که در زگه‌برگ واقع شده‌است. بووشتت ۴٬۵۶۶ نفر جمعیت دارد.